# Bédaule
Die Bédaule ist ein kleiner Fluss in Frankreich, der im Département Lozère in der Region Okzitanien verläuft. Sie entspringt im nordöstlichen Gemeindegebiet von La Fage-Montivernoux, entwässert anfangs Richtung Südwest, schwenkt dann auf Nordwest, durchquert den Regionalen Naturpark Aubrac und mündet nach insgesamt rund 16 Kilometern an der Gemeindegrenze von Fournels und Arzenc-d’Apcher als rechter Nebenfluss in den Bès. Bei ihrer Mündung stößt die Bédaule auf das benachbarte Département Cantal der Region Auvergne-Rhône-Alpes.

## Orte am Fluss
(Reihenfolge in Fließrichtung)
- La Fage-Montivernoux
- Anglars, Gemeinde La Fage-Montivernoux
- Bécus, Gemeinde Noalhac
- Prunièrette, Gemeinde Fournels
- Fournels